# Militaire incompetentie
Militaire incompetentie of onvermogen verwijst naar de incompetentie, het onvermogen of de mislukkingen van militaire organisaties, vanwege incompetente individuen of door de gebreken in de organisatiecultuur. 
Op zichzelf staande gevallen van individuele incompetentie kunnen in een militaire organisatie disproportionele gevolgen hebben. Strikt formele hiërarchische bevelstructuren maken het mogelijk dat één beslissing het werk (en het lot) van duizenden kan bepalen, waarbij een organisatiecultuur die gericht is op het zonder tegenspraak opvolgen van bevelen er voor kan zorgen dat een verkeerde of slecht overgebrachte beslissing wordt uitgevoerd zonder aanpassing of tegenspraak. 
De meeste gevallen van militaire incompententie of onvermogen kunnen echter worden toegeschreven aan gebreken in de organisatiecultuur. De voornaamste oorzaken zijn waarschijnlijk een conservatieve en traditionele houding, waardoor innovatieve ideeën of nieuwe technologische toepassingen terzijde worden gelegd of niet uitgeprobeerd worden. Er bestaat een algemene neiging om te veronderstellen dat een probleem kan worden opgelost door een eerder mislukte oplossing "beter" toe te passen, bijvoorbeeld met meer manschappen, meer vuurkracht, of simpelweg met meer elan. Een formele bevelstructuur leidt vaak tot het ontmoedigen van de overdracht van bevoegdheden aan lagere commandanten, en kan de neiging tot micromanagement hoger in de organisatie versterken.
Oorlogsvoering kent naar zijn aard een aantal elementen die deze effecten verergeren; de "fog of war" betekent dat de informatie over de tegenstander vaak beperkt of onnauwkeurig is, waardoor de militaire inlichtingendiensten gemakkelijk nieuwe informatie kunnen interpreteren in lijn met eerdere veronderstellingen, of om die te laten kloppen met hun eigen vooroordelen en verwachtingen. Tijdens gevechten neigt de communicatie ook te verslechteren, waarbij de stroom van informatie tussen commandanten en gevechtseenheden verstoord raakt, en het lastig wordt om tijdig te reageren op wijzigingen in de situatie terwijl die zich voordoen.
Als operaties zijn afgerond slagen militaire organisaties er vaak onvoldoende in om op een effectieve manier te leren van hun ervaringen. Bij een overwinning lijkt het of willekeurig welke methode is toegepast, dat die goed was, hoe inefficiënt die ook moge zijn geweest. Terwijl bij een verlies de neiging bestaat om een zondebok aan te wijzen en niet verder te kijken naar de verdere oorzaken van het tekortschieten.

## Verder lezen
- Cohen, Eliot A. and John Gooch (2005). Military Misfortunes: The Anatomy of Failure in War. Free Press. ISBN 978-0-7432-8082-2.
- David, Saul (1997). Military Blunders: The How and Why of Military Failure. Robinson Publishing Ltd. ISBN 1-85487-918-9.
- Dixon, Norman F. (1976). On the Psychology of Military Incompetence. Jonathan Cape. ISBN 0-224-01161-8. (eveneens Pimlico, 1994 ISBN 0-7126-5889-0)
- Dunnigan, James and Albert Nofi (1991). Shooting Blanks: War Making That Doesn't Work. William Morrow and Company. ISBN 0-688-08947-X.
- Fair, Charles (1961). From the Jaws of Victory: A History of the Character, Causes and Consequences of Military Stupidity, from Crassus to Johnson and Westmoreland. Simon & Schuster. ISBN 0-671-20997-3.